# Gare de Champagney
Gare de Champagney – przystanek kolejowy w Champagney, w departamencie Górna Saona, w regionie Burgundia-Franche-Comté, we Francji. Jest zarządzany przez SNCF (budynek dworca) i przez RFF (infrastruktura).
Został otwarty w 1858 przez Compagnie des chemins de fer de l’Est. Przystanek jest obsługiwany przez pociągi TER Franche-Comté.

## Położenie
Znajduje się na linii Paryż – Miluza, w km 427,249, między stacjami Ronchamp i Bas-Évette, na wysokości 391 m n.p.m.

## Linie kolejowe
- Paryż – Miluza